# Xavier Gens
Pour les articles homonymes, voir Gens.
Xavier Gens est un réalisateur, scénariste et producteur de cinéma français, né le 27 avril 1975 à Dunkerque (Nord-Pas-de-Calais).

## Biographie

### Formations
Par manque de moyens financiers, Xavier Gens ne peut pas étudier dans une école de cinéma, mais ne renonce pas pour autant à sa passion : il commence par tourner des films amateurs avec des amis à Nice. Puis il réalise, en 1994, un premier long métrage intitulé Hearts on Fire et le présente au marché du film de Cannes, mais, en raison du peu de moyens, le projet est rejeté.
Il décide alors d'apprendre le métier en devenant assistant sur les tournages, stagiaire à la régie ou à la mise en scène dans des films comme Double Team, Ronin et Le Bossu.

### Carrière
Xavier Gens tourne une quarantaine de clips et réalise, en 2002, le clip du tube des L5, Toutes les femmes de ta vie. Puis, en 2003, il réalise notamment les deux clips de Funkbuster, incarné par Zack, qui interprète Fresh, une reprise du fameux groupe Kool and the Gang et Don't Stop 'Til You Get Enough de Michael Jackson.
Il réalise un court métrage intitulé Au petit matin, avec Estelle Lefébure, qui joue aussi dans son long métrage horrifique. Son premier long métrage, Frontière(s), est produit par Luc Besson. Grand amateur de jeux vidéo, il rêve d'adaptater le jeu vidéo Hitman. Les producteurs, Charles Gordon, Adrian Askarieh, et le coproducteur, Daniel Alter, achètent les droits à la Twentieth Century Fox pour l'adaptation de Hitman sur grand écran. Intéressé par le projet, Luc Besson parvient à convaincre les trois producteurs de faire confiance au jeune cinéaste. Le rêve de Xavier Gens se concrétise, mais la production juge son montage trop violent et décide au dernier moment de ne pas garder le director's cut. Le film Hitman sort aux États-Unis, où il engrange 39 millions de dollars de recettes en quelques semaines. Sorti en France le 26 décembre 2007, il y totalise près de 789 383 entrées.

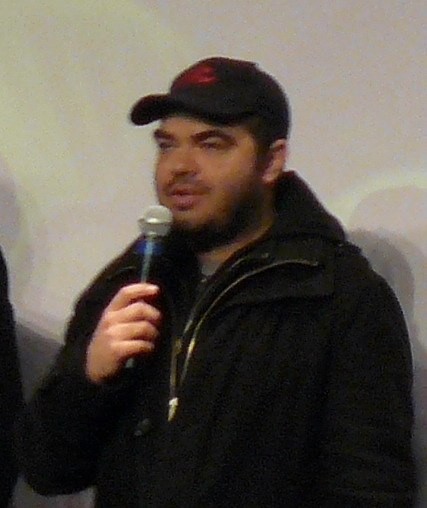
Xavier Gens au festival Fantastic'Arts en 2008.

Bien qu'il ait été tourné avant Hitman, son film Frontière(s) sort dans les salles après celui-ci, le 23 janvier 2008. Ce film est vendu aux États-Unis (où il est le premier film NC 17 à sortir en salle dans son montage d'origine), au Mexique (La frontera del Miedo), au Japon et dans beaucoup d'autres pays dont l'Italie, où il réalise plus de 600 000 euros de recettes. Le film ayant coûté moins d'un million et demi d'euros, il est donc vite rentabilisé à l'international.
En 2010, il tourne The Divide, une production germano-canado-américaine sortie en 2011. Il tourne ensuite l'un des segments du film à sketches The ABCs of Death dans lequel 26 réalisateurs de différentes nationalités reçoivent chacun l'une des 26 lettres de l'alphabet et imaginent une façon de mourir.
Il réalise le long métrage The Crucifixion, production britannique sortie en 2017. Le film reçoit des critiques globalement négatives. La même année sort Cold Skin, une coproduction franco-espagnole dans laquelle il dirige notamment David Oakes, Aura Garrido et Ray Stevenson.
Il s'essaie à la comédie avec Budapest, sorti en 2018, qui ne remplit pas les salles françaises avec seulement 200 172 entrées.
En 2020, il réalise trois épisodes de la série télévisée britannique Gangs of London. Il revient ensuite au cinéma avec le film d'action Farang (2023), principalement tourné en Thaïlande,.
Il dirige Bérénice Bejo dans un pastiche de film de requins, Sous la Seine, qui est diffusé sur Netflix en 2024.

### Vie privée
Xavier Gens est marié à la réalisatrice Mounia Meddour depuis 2005,.

## Projets abandonnés
En 2007, Xavier Gens devait réaliser Vanikoro, production hollywoodienne. Le scénario, écrit par Matt Alexander, d'après une idée originale de Xavier Gens, retrace le naufrage de l'explorateur français Jean-François de La Pérouse, dont le navire a disparu près des îles Vanikoro vers 1788. Viggo Mortensen et Philip Seymour Hoffman étaient annoncés.
Annoncé en 2015, il est également lié à un projet de film intitulé Lights Out. Finalement, Brian De Palma sera annoncé comme réalisateur, mais le projet ne se concrétisera pas.

## Filmographie

### Réalisateur

#### Longs métrages
- 2007 : Hitman
- 2007 : Frontière(s)
- 2011 : The Divide
- 2012 : The ABCs of Death (segment X is for XXL)
- 2017 : The Crucifixion
- 2017 : Cold Skin
- 2018 : Budapest
- 2023 : Farang
- 2024 : Sous la Seine

#### Courts métrages
- 2000 : BTK - Born to Kast
- 2004 : Le Bon, la Brute et les Zombies
- 2005 : Au petit matin
- 2009 : Les Incroyables Aventures de Fusion Man[13]

#### Séries télévisées
- 2020 : Gangs of London (3 épisodes)
- 2023 : Lupin (saison 3, épisodes 5 à 7)

### Producteur / producteur délégué

#### Longs métrages
- 2009 : La Horde de Yannick Dahan et Benjamin Rocher
- 2016 : Where is Rocky II? de Pierre Bismuth (documentaire)
- 2016 : Cell Phone (Cell) de Tod Williams
- 2017 : Hostile de Mathieu Turi
- 2019 : Papicha de Mounia Meddour
- 2022 : Houria de Mounia Meddour

#### Court métrage
- 2021 : The Rock of Ages d'Eron Sheean

### Autres
- 2008 : Lady Blood de Jean-Marc Vincent (acteur : Thomas)
- Prochainement : Havoc de Gareth Evans (réalisateur de la seconde équipe)

## Distinctions
Sauf indication contraire, les informations mentionnées dans cette section peuvent être confirmées par la base de données cinématographiques IMDb,  présente dans la section « Liens externes ».

### Récompense
- Festival du film policier de Cognac : meilleur court métrage Au petit matin (2006)

### Nomination
- Festival international du film fantastique de Catalogne : meilleur film Frontière(s) (2007)